# Claire Fauteux
Pour les articles homonymes, voir Fauteux.
Claire Fauteux (23 septembre 1890 - 8 juillet 1988) est une peintre canadienne. Fauteux s'est spécialisée dans la peinture de portraits et de paysages, créant parfois des peintures murales. Pendant la Seconde Guerre mondiale, elle fut internée en France par les Allemands pendant l'occupation. Pendant son incarcération, elle crée une série d’illustrations qui seront publiées dans son livre Fantastic Interlude.

## Vie et travail
Marie Claire Fauteux est née à Montréal, au Canada, en septembre 1890. Elle a étudié à l'Art Association of Montreal auprès de Maurice Cullen et William Brymner avant de se rendre en Europe, où elle a poursuivi ses études à l'Académie Julian à Paris. Elle s'est concentrée sur la peinture de portraits et de paysages. Elle rentre à Montréal où elle expose pour la première fois en 1912 à l'Art Association of Montreal. Elle entretiendra une relation durable avec la désormais défunte Art Association, exposant son travail dans l'établissement jusqu'en 1947. Cette même année, elle participe à l'exposition Femina au Musée du Québec.
En 1916, l'œuvre de Fauteux est exposée pour la première fois à l'Académie royale des arts du Canada. Elle a exposé à la Royal Academy à plusieurs reprises tout au long de son parcours artistique. Elle a participé à une exposition de groupe en 1916-1917 à la bibliothèque Saint-Sulpice à Montréal. L'exposition comprenait également des œuvres des autres artistes femmes Rita Mount et Berthe LeMoyne. Pendant ce temps, elle a enseigné l'art dans deux écoles privées, la Trafalgar School for Girls à Montréal et la Notre Dame du Sacré Cœur, dans le nord de l'État de New York.

### Emprisonnement pendant la Seconde Guerre mondiale
Fauteux a reçu une bourse de l' Association des femmes artistiques du Canada et s'est rendue en France en 1921. En France, elle a étudié en privé avec Maurice Denis pendant deux ans. En 1927, elle a visité Rome.
Quand les Allemands occupèrent la France pendant la Seconde Guerre mondiale, Fauteux fut emprisonnée parce qu'elle était Canado-Britannique. Lors de son arrestation, elle a été détenue à Besançon. Finalement, elle a été transférée au camp d'internement de Vittel. Pendant sa détention, elle a illustré ses expériences quotidiennes et celles de ses compagnons de captivité.
Après sept mois, elle a été libérée. Elle a créé des peintures à partir des illustrations qu'elle avait faites et a publié un livre, Fantastic Interlude, sur son expérience d'internement.

### Retour au Canada
De retour au Canada en 1947, elle expose à la Galerie L'Art français à Montréal. Elle devient professeure de peinture à l'École des beaux-arts de Montréal .
Fauteux décède en juillet 1988 à Montréal.

## Expositions
- Bibliothèque Saint-Sulpice, Montréal, 17 décembre 1916 au 17 janvier 1917[8]
- Bibliothèque Saint-Sulpice, Montréal, décembre 1918 et décembre 1922[8]
- Galerie de Marsan, Paris, 1927
- Galerie Morency Frères, Montréal, mars 1926, 1934
- Académie Royale des Arts du Canada, 1916, 1921-1922, 1929, 1947
- Art Association of Montreal, 1912, 1915-1922, 1919, 1946-1947
- Femina, Musée du Québec, 10 février au 3 mars 1947
- Claire Fauteux, Galerie L'Art français, 4 au 18 octobre 1947
- Claire Fauteux, Cercle universitaire, Montréal, 15 au 28 janvier 1951
- Centre culturel de Verdun, 11 au 30 septembre 1969